# Torben Hansen (borgmester i Køge)
Torben Eigild Hansen (født 24. november 1952, død 6. januar 2007) var en dansk kloakmester, fagforeningsformand og kommunalpolitiker, der fra 2007 til sin død var borgmester i Køge Kommune, valgt for Socialdemokratiet.
I sit civile liv var Torben Hansen kloakmester og var en overgang formand for SiD's lokale afdeling i Køge.
Han blev medlem af Køge Byråd i 1998 og tiltrådte som borgmester i 2002 efter at han ved valget året før havde været Socialdemokratiets borgmesterkandidat. Ved kommunalvalget 2005 fik han det højeste antal personlige stemmer i kommunens historie, nemlig 5.771. Det svarede til cirka hver femte afgivne stemme.
Som borgmester samlede han ofte hele byrådet eller en meget bred kreds af partier bag aftaler og budgetforlig. Han havde et udpræget fokus på erhvervslivets vilkår og havde held med at trække store virksomheder til Køge. Eksempelvis placerede Netto sit centrallager her, ligesom også beslutningen om udbygning af Køge Havn blev truffet i hans borgmestertid. "Vi besluttede for en del år siden, at vi ikke vil nøjes med at være en søvnig provinsby. Vi vil være en by med liv i," sagde Torben Hansen til Jyllands-Posten i 2002 om sit syn på byens udvikling.
Da rockerkrigen udspillede sig i Køge insisterede han på nultolerance og mødtes gerne selv med rockerne ansigt til ansigt.
I sin sidste tid som borgmester stod han i spidsen for sammenlægningen af Køge Kommune og Skovbo Kommune.
Han døde af en kræftsygdom, der blev konstateret i efteråret 2006.